# Barisal
Barisal este un oraș din Bangladesh.